# Nekrolog 1983
Nekrolog
◄◄
| ◄
| 1979
| 1980
| 1981
| 1982
| 1983 | 1984 | 1985 | 1986 | 1987 | ► | ►►
1. Quartal |
2. Quartal |
3. Quartal |
4. Quartal 
Weitere Ereignisse | Allgemeiner Nekrolog 1983
Die Beschreibung der verstorbenen Person sollte so kurz wie möglich gehalten sein und nur deren signifikante Tätigkeit(en) enthalten.
Neue Namen ggf. auch unter dem Geburts- und Sterbedatum, also etwa unter 1. Januar und im Geburts- und Sterbejahr (2024) eintragen (nur bei entsprechender großer Wichtigkeit). Für Beispiele siehe die schon vorhandenen Artikel.
Außerdem über die fünf zuletzt Verstorbenen, zu denen es einen ausreichend guten Artikel für eine Präsentation auf der Hauptseite gibt, nach der todesbedingten Überarbeitung der Artikel ggf. auch unter Wikipedia Diskussion:Hauptseite informieren und sie am besten auch in den anderen Wikipedia-Sprachversionen eintragen. Tipp: Regelmäßig bei news.google.de nach „ist tot“, „gestorben“ oder „verstorben“ suchen.
Wenn eine Person gestorben ist, gibt es viele Seiten zu dieser Person in der Wikipedia, die davon auch betroffen sind und entsprechend aktualisiert werden müssen. Beispiele: Namenübersichtsseite, Geburtsjahr, Geburtsort-Seiten und viele mehr.
Wie finde ich die betroffenen Seiten?
Im Suchfeld auf der linken Seite gibt man den Suchbegriff so ein: „Vorname Nachname“. Dann klickt man auf Volltext und alle Seiten mit entsprechendem Suchtext werden aufgerufen. Hier sieht man dann schnell, wo auch das Todesjahr Sinn macht oder sogar ein Teil des Artikels angepasst werden muss. Auch hilft das „Werkzeug“ auf der linken Seite sehr gut, um solche Seiten aufzufinden: „Links auf diese Seite“. Somit ist die Wikipedia wieder aktuell in allen Bereichen! Hinweis: bei Eintragung der Kategorie „Gestorben JAHR“ wird der Missbrauchsfilter 49 ausgelöst, was jedoch nicht schlimm ist. Siehe: Spezial:Missbrauchsfilter/49
Dies ist eine Liste von im Jahr 1983 verstorbenen bekannten Persönlichkeiten. Die Einträge erfolgen innerhalb der einzelnen Daten alphabetisch sortiert. Tiere sind im Nekrolog für Tiere zu finden.
Die Liste ist nach Quartalen aufgeteilt:
- Nekrolog 1. Quartal 1983: Januar, Februar und März
- Nekrolog 2. Quartal 1983: April, Mai und Juni
- Nekrolog 3. Quartal 1983: Juli, August und September
- Nekrolog 4. Quartal 1983: Oktober, November und Dezember

## Datum unbekannt
| Akiba Tomoichirō                      | japanischer Mediziner                                                                         |  |
| Muhammad Aref                         | afghanischer Diplomat und Politiker                                                           |  |
| Hassan Arfa                           | iranischer Militär, General der iranischen Armee                                              |  |
| Wilhelm Avieny                        | deutscher Wirtschaftsfunktionär und NSDAP-Gauwirtschaftsberater                               |  |
| Rolf Baath                            | deutscher Verwaltungsjurist                                                                   |  |
| Francesco Babuscio Rizzo              | italienischer Diplomat                                                                        |  |
| Lydia Barblan-Opieńska                | Schweizer Sängerin, Komponistin, Chorleiterin und Musikpädagogin                              |  |
| Per Barclay                           | schwedischer Schauspieler                                                                     |  |
| Heinz Bätjer                          | deutscher Jazz- und Unterhaltungsmusiker                                                      |  |
| Friedel Beckmann                      | deutsche Opernsängerin (Mezzosopran)                                                          |  |
| Friedrich Bergold                     | deutscher Jurist und Kommunalpolitiker                                                        |  |
| Renato Bertolini                      | italienischer Widerstandskämpfer (PCI)                                                        |  |
| Franz Xaver Böck                      | deutscher Kommunalpolitiker                                                                   |  |
| Herbert Brunar                        | Synchron-, Radio- und Hörspielsprecher                                                        |  |
| Hermann Buchterkirchen                | deutscher Politiker (CDU), Oberbürgermeister von Weimar                                       |  |
| Agustí Cabruja i Auguet               | spanischer Schriftsteller und Journalist                                                      |  |
| Guadalupe Carney                      | katholischer Priester, Jesuit, Philosoph, Theologe                                            |  |
| Rodrigo de Castro Pereira             | portugiesischer Tennisspieler                                                                 |  |
| Frederick Challenger                  | englischer Chemiker und Biochemiker                                                           |  |
| Henry Cliffe                          | englischer Maler und Grafiker                                                                 |  |
| Don Cockell                           | britischer Boxer                                                                              |  |
| Basil Collier                         | britischer Autor                                                                              |  |
| Charles de Kerchove de Denterghem     | belgischer Diplomat                                                                           |  |
| Josef Decker                          | deutscher Kommunalpolitiker                                                                   |  |
| Erich Dolleschal                      | deutscher Werbegraphiker, Gebrauchsgraphiker und Maler                                        |  |
| Egon Emmel                            | deutscher Diplomat                                                                            |  |
| Wolfgang Engels                       | deutscher Schauspieler und Theaterleiter                                                      |  |
| Wallace Klippert Ferguson             | kanadischer Historiker                                                                        |  |
| Ilja Florentjewitsch Florow           | sowjetischer Flugzeugkonstrukteur                                                             |  |
| Walter Fritz                          | deutscher Physiker und Regierungsrat                                                          |  |
| Karl Franz Fürst                      | österreichischer akademischer Maler und Zeichner                                              |  |
| Ernst Gartmann                        | Schweizer Jodler, Dirigent, Komponist und Dichter                                             |  |
| Geneviève d’Orléans                   | französische Adlige, Mitglied des Hauses d’Orléans                                            |  |
| Hans Germani                          | italienischer Journalist und Kriegsberichterstatter                                           |  |
| Johnny Gertze                         | südafrikanischer Jazzmusiker                                                                  |  |
| Geshe Wangyal                         | kalmückischer buddhistischer Mönch                                                            |  |
| Frank Stannard Gibbs                  | britischer Botschafter                                                                        |  |
| Pearl Gibbs                           | politische Führerin der Aborigines                                                            |  |
| Peter Greve                           | deutscher Bildhauer                                                                           |  |
| Georges Grolimund                     | Schweizer Radrennfahrer und Schrittmacher                                                     |  |
| Wilhelm Grönemeyer                    | deutscher Ingenieur und Direktor bei RWE                                                      |  |
| Heinrich Hauber                       | deutscher Maler                                                                               |  |
| Johanna Hilde Hemer                   | deutsche, später US-amerikanische Pianistin und Holocaust-Überlebende                         |  |
| Alex Hillhouse                        | australischer Langstrecken- und Hindernisläufer                                               |  |
| Denes de Holesch                      | ungarischer Maler                                                                             |  |
| Oscar Howe                            | US-amerikanischer Native American-Maler                                                       |  |
| Heinrich Husmann                      | deutscher Musikwissenschaftler und Hochschullehrer                                            |  |
| Max Ihn                               | deutscher Manager bei Krupp                                                                   |  |
| Ahmed Issa                            | tschadischer Leichtathlet                                                                     |  |
| Maurice Janet                         | französischer Mathematiker                                                                    |  |
| Fritz Jarchov                         | deutscher Architekt, Maler und Grafiker                                                       |  |
| Alfred Jentzsch                       | deutscher Pädagoge                                                                            |  |
| Raymond Joob                          | deutscher Schauspieler                                                                        |  |
| John Robert Kell                      | englischer Bauingenieur auf dem Gebiet Heizung, Lüftung, Klimatechnik                         |  |
| Bai Konte                             | gambischer Musiker                                                                            |  |
| Walter Korodi                         | deutscher Journalist, Publizist und politischer Aktivist                                      |  |
| Wolfgang Kramp                        | deutscher Pädagoge und Didaktiker                                                             |  |
| August Künzler                        | schweizerisch-tansanischer Gärtner und Unternehmer                                            |  |
| Célestin Lainé                        | militanter bretonischer Nationalist                                                           |  |
| Joseph Lefkowitz                      | britischer Schriftsteller und Übersetzer                                                      |  |
| Halina Lewicka                        | polnische Romanistin                                                                          |  |
| Li Kuchan                             | chinesischer Maler                                                                            |  |
| Alfred Lohner                         | österreichischer Industrieller                                                                |  |
| Johann Wilhelm Ludowici               | deutscher Ziegelfabrikant                                                                     |  |
| Eduardo Francisco Mac Loughlin        | argentinischer Militär, Politiker und Diplomat                                                |  |
| Frank Majuri                          | US-amerikanischer Mafioso                                                                     |  |
| William McIlroy                       | englischer Simulant und Dauer-Patient in Krankenhäusern                                       |  |
| Ed V. Mead                            | US-amerikanischer Politiker                                                                   |  |
| Konstantin Dmitrijewitsch Mitropolski | sowjetischer Bildungswissenschaftler                                                          |  |
| Nolasc del Molar                      | Ordensname des Kapuziners Daniel Rebull i Muntanyola                                          |  |
| Ernst Münter                          | deutscher Sportwissenschaftler                                                                |  |
| Ioan Mureșan                          | rumänischer Arzt, Begründer der modernen Chirurgie in Timișoara, Rumänien                     |  |
| Ilse Naumann                          | deutsche Modezeichnerin und Kostümbildnerin                                                   |  |
| Albert Nieberl                        | deutscher Verwaltungsjurist und Finanzbeamter                                                 |  |
| Arthur Nutt                           | US-amerikanischer Ingenieur                                                                   |  |
| Marino Ortolani                       | italienischer Orthopäde und Kinderarzt                                                        |  |
| Karl Papesch                          | deutscher Maler                                                                               |  |
| Herbert Pass                          | österreichischer Zeichner, Maler und Grafiker                                                 |  |
| Friedrich von Poll                    | deutscher Wirtschaftsvertreter und Politiker (ZENTRUM, CDU)                                   |  |
| Hermann Pook                          | deutscher KZ-Zahnarzt                                                                         |  |
| Horace Geoffrey Quaritch Wales        | englischer Orientalist                                                                        |  |
| Heinz Otto Quilitzsch                 | österreichischer Schriftsteller                                                               |  |
| Pjotr Konstantinowitsch Raschewski    | russischer Mathematiker                                                                       |  |
| Charun Rattanakun Seriroengrit        | thailändischer Heeresoffizier, Staatsbeamter und Politiker                                    |  |
| Arthur Reinmann                       | Schweizer Gewichtheber                                                                        |  |
| Júlio Maria dos Reis Pereira          | portugiesischer Maler und Lyriker                                                             |  |
| Rudi Revil                            | französischer Komponist und Songwriter                                                        |  |
| Joan Ridley                           | britische Tennisspielerin                                                                     |  |
| Karl Rieger                           | deutscher Kommunalpolitiker, Bürgermeister von Haunstetten                                    |  |
| Sarkis Andrejewitsch Saltykow         | armenisch-russischer Metallurg und Hochschullehrer                                            |  |
| Mohamed Hussein Sarahang              | afghanischer Klassik- und Ghazalsänger                                                        |  |
| Eugen Schafhauser                     | liechtensteinischer Rechtsagent und Heimatforscher                                            |  |
| Peter-Timm Schaufuß                   | deutscher Schauspieler und Kabarettist                                                        |  |
| Heinz Schlömer                        | deutscher Fußballspieler                                                                      |  |
| Ludwig Schön                          | deutscher Kommunalpolitiker (SPD)                                                             |  |
| Karl Schreiber                        | deutscher Architekt und Baubeamter                                                            |  |
| Jason Seley                           | US-amerikanischer Bildhauer und Hochschullehrer                                               |  |
| Kathleen Shaw                         | britische Eiskunstläuferin                                                                    |  |
| Henry Soum                            | monegassischer Politiker                                                                      |  |
| Gösta Ståhl                           | schwedischer Fußballspieler                                                                   |  |
| Ulrich Steinmann                      | deutscher Volkskundler                                                                        |  |
| Lowe Stokes                           | US-amerikanischer Old-Time-Musiker                                                            |  |
| Igor Talwinski                        | polnischer Maler                                                                              |  |
| Tan Zhenlin                           | chinesischer Politiker                                                                        |  |
| Tatjana Tess                          | sowjetische Journalistin und Schriftstellerin                                                 |  |
| Thubten Lungtog Tendzin Thrinle       | tibetischer Senior-Tutor des 14. Dalai Lama Tenzin Gyatso und der 97. Ganden Tripa            |  |
| João José Tinoco                      | portugiesischer Architekt                                                                     |  |
| Nicolae Toader                        | rumänischer Politiker (PCR)                                                                   |  |
| Alfred Treibs                         | deutscher Ingenieur und Geochemiker; Begründer der Organischen Geochemie                      |  |
| Tsenshab Serkong Rinpoche             | tibetanischer Mönch                                                                           |  |
| Jerry Valentine                       | US-amerikanischer Jazzposaunist, Komponist und Arrangeur                                      |  |
| Rosina Viva                           | italienische Malerin                                                                          |  |
| Lothar Walther                        | deutscher Unternehmer und Sportschütze                                                        |  |
| Barbara E. Ward                       | britische Sozialanthropologin und Soziologin                                                  |  |
| Ozie Ware                             | US-amerikanische Sängerin (Sopran)                                                            |  |
| Watanabe Yōji                         | japanischer Architekt                                                                         |  |
| Gerhart Weiz                          | deutscher Diplomat                                                                            |  |
| Walter Wilz                           | deutscher Schauspieler                                                                        |  |
| Georg Hellmuth Winkler                | deutscher Architekt                                                                           |  |
| Albrecht Wodtke                       | deutscher Verwaltungsjurist                                                                   |  |
| Leonhard Wolf                         | deutscher Manager, Vorstandsvorsitzenden der Bayernwerk AG und Landeslastverteiler für Bayern |  |
| Georges Zacos                         | griechischer Antikenhändler und Sammler byzantinischer Siegel                                 |  |
| Rudolf Zink                           | deutscher Komponist                                                                           |  |
| Karl Zwack                            | österreichischer Eiskunstläufer                                                               |  |